# Haplodrassus bicornis
Haplodrassus bicornis är en spindelart som först beskrevs av James Henry Emerton 1909.  Haplodrassus bicornis ingår i släktet Haplodrassus och familjen plattbuksspindlar. Inga underarter finns listade i Catalogue of Life.